# Syria International 2011
Die Syria International 2011 im Badminton fanden vom 20. bis zum 23. Oktober 2011 in Damaskus statt.

## Sieger und Platzierte
| Disziplin    | Gold                       | Silber                      | Bronze                           |
| ------------ | -------------------------- | --------------------------- | -------------------------------- |
| Herreneinzel | Pedro Martins              | Kaveh Mehrabi               | Mohammadreza Kheradmandi         |
| Herreneinzel | Pedro Martins              | Kaveh Mehrabi               | Rosario Maddaloni                |
| Dameneinzel  | Telma Santos               | Sanaa Mahmoud               | Dima Alardah                     |
| Dameneinzel  | Telma Santos               | Sanaa Mahmoud               | Thilini Jayasinghe               |
| Herrendoppel | Mohammad Sawas Murat Sen   | Amar Awad Mohamad Saleh     | Ehab Noubani Mohammad Qaddoum    |
| Herrendoppel | Mohammad Sawas Murat Sen   | Amar Awad Mohamad Saleh     | Giovanni Greco Rosario Maddaloni |
| Damendoppel  | Hadil Kareem Sanaa Mahmoud | Tagreed Aljallad Sara Hajar | Anestazia Helal Rahaf Othman     |
| Damendoppel  | Hadil Kareem Sanaa Mahmoud | Tagreed Aljallad Sara Hajar | Dima Alardah Dana Aliwat         |
| Mixed        | Amar Awad Sanaa Mahmoud    | Ehab Noubani Dima Alardah   | Sadam Aljabrah Razan Alkhalife   |
| Mixed        | Amar Awad Sanaa Mahmoud    | Ehab Noubani Dima Alardah   | Mohamad Saleh Thilini Jayasinghe |